# NGC 3415
NGC 3415 é uma galáxia espiral (S0-a) localizada na direcção da constelação de Ursa Major. Possui uma declinação de +43° 42' 46" e uma ascensão recta de 10 horas, 51 minutos e 42,4 segundos.
A galáxia NGC 3415 foi descoberta em 15 de Janeiro de 1788 por William Herschel.